# Biryogo (Gashora)
Biryogo ist eine von fünf Zellen (Verwaltungseinheiten 4. Ebene) im Sektor Gashora des Distrikts Bugesera in der Ostprovinz von Ruanda.

## Geographie
Biryogo liegt auf einer Höhe von etwa 1340 m. Der größte Ort innerhalb von Biryogo ist Gashora, wo sich auch der Verwaltungssitz des gleichnamigen Sektors befindet. Nachbarzellen sind im Norden Mugurore, im Nordosten Rwintashya, im Osten Gituza, im Südosten Kabuye, im Süden Mwendo, im Südwesten Ramiro und Kagomasi, im Westen Nyabagendwa und im Nordwesten Kimaranzara. Biryogo liegt im Norden am Rumira-See und im Süden am Mirayi-See. Die Ostgrenze bildet der Fluss Nyabarongo. Entlang diesem befinden sich die Nyabarongo-Feuchtgebiete (Nyabarongo wetlands), die von BirdLife International als etwa 10.000 Hektar große Important Bird Area (IBA), d. h. als potentielles Vogelschutzgebiet, gelistet werden. Biryogo liegt innerhalb der IBA.

## Verkehr
Durch Biryogo führt mittig die Stand 2022 nicht asphaltierte Nationalstraße 6.